# کاکزا (کلمبیا)
کاکزا (انگلیسی: Cáqueza) نام شهری در کشور کلمبیا است.